# Малосен (кантон)
Малосен (фр. Malaucène) — кантон во Франции, находится в регионе Прованс — Альпы — Лазурный Берег. Департамент кантона — Воклюз. Входит в состав округа Карпантрас. Население кантона на 2006 год составляло 4824 человека.				
Код INSEE кантона — 84 14. Всего в кантон Малосен входят 7 коммун, из них главной коммуной является Малосен.

## Коммуны кантона
| Коммуна           | Население | Почтовый индекс | Код INSEE |
| ----------------- | --------- | --------------- | --------- |
| Ле-Барру          | 615       | 84330           | 84008     |
| Бомон-дю-Ванту    | 322       | 84340           | 84015     |
| Брант             | 80        | 84390           | 84021     |
| Антрешо           | 989       | 84340           | 84044     |
| Малосен           | 2691      | 84340           | 84069     |
| Сен-Леже-дю-Ванту | 30        | 84390           | 84110     |
| Савуаллан         | 97        | 84390           | 84125     |